# 14492 Bistar
14492 Bistar (tên chỉ định: 1994 VM6) là một tiểu hành tinh vành đai chính. Nó được Kin Endate và Kazuro Watanabe ở Đài thiên văn Kitami, Hokkaidō, Nhật Bản phát hiện vào ngày 4 tháng 11 năm 1994. Nó được đặt tên theo tên của Đài thiên văn Bistar ở thành phố Hitachiōmiya, tỉnh Ibaraki, Nhật Bản.